# Tumbleweed Connection
Tumbleweed Connection (рус. Связь скитальцев) — третий студийный альбом британского певца и композитора Элтона Джона, вышедший в 1970 году.

## Об альбоме
Это концептуальный альбом, темами которого являются история освоения Дикого Запада и Гражданской войны в США — ими увлекался поэт-песенник Берни Топин, основной автор текстов песен Элтона Джона.
В 2003 году Rolling Stone расположил альбом на 463-й строчке в списке «500 величайших альбомов всех времён».

## Список композиций
Слова и музыка всех песен — написаны Элтоном Джоном и Берни Топином, за исключением особо отмеченных.
| №  | Название                     | Длительность |
| -- | ---------------------------- | ------------ |
| 1. | «Ballad of a Well-Known Gun» | 4:59         |
| 2. | «Come Down in Time»          | 3:25         |
| 3. | «Country Comfort»            | 5:08         |
| 4. | «Son of Your Father»         | 3:46         |
| 5. | «My Father’s Gun»            | 6:19         |

| №  | Название                  | Автор(ы)     | Длительность |
| -- | ------------------------- | ------------ | ------------ |
| 1. | «Where to Now St. Peter?» |              | 4:12         |
| 2. | «Love Song»               | Лесли Дункан | 3:40         |
| 3. | «Amoreena»                |              | 4:57         |
| 4. | «Talking Old Soldiers»    |              | 4:06         |
| 5. | «Burn Down the Mission»   |              | 6:21         |

| №                   | Название                                                                    | Длительность |
| ------------------- | --------------------------------------------------------------------------- | ------------ |
| 11.                 | «Into the Old Man’s Shoes»                                                  | 4:02         |
| 12.                 | «Madman Across the Water» (оригинальная версия с гитаристом Миком Ронсоном) | 8:50         |
| Общая длительность: | Общая длительность:                                                         | 59:48        |

| №   | Название                                                                                  | Длительность |
| --- | ----------------------------------------------------------------------------------------- | ------------ |
| 1.  | «There Goes a Well-Known Gun» (альтернативный вариант песни «Ballad of a Well-Known Gun») | 3:35         |
| 2.  | «Come Down in Time» (фортепианная демоверсия)                                             | 3:20         |
| 3.  | «Country Comfort» (фортепианная демоверсия)                                               | 4:12         |
| 4.  | «Son of Your Father» (демоверсия)                                                         | 4:11         |
| 5.  | «Talking Old Soldiers» (фортепианная демоверсия)                                          | 4:10         |
| 6.  | «Into the Old Man’s Shoes» (фортепианная демоверсия)                                      | 3:48         |
| 7.  | «Sisters of the Cross» (фортепианная демоверсия)                                          | 4:52         |
| 8.  | «Madman Across the Water» (оригинальная версия с гитаристом Миком Ронсоном)               | 8:50         |
| 9.  | «Into the Old Man’s Shoes»                                                                | 4:03         |
| 10. | «My Father’s Gun» (запись с сессий BBC)                                                   | 3:45         |
| 11. | «Ballad of a Well-Known Gun» (запись с сессий BBC)                                        | 4:39         |
| 12. | «Burn Down the Mission» (запись с сессий BBC)                                             | 6:53         |
| 13. | «Amoreena» (запись с сессий BBC)                                                          | 5:11         |

## Участники записи
Приведены по сведениям базы данных Discogs, нумерация треков указана по стандартному десятипесенному изданию в формате компакт-диска.
Музыканты:
- Элтон Джон — ведущий вокал, пианино (песни 1, 3—6, 8—10), орган Хаммонда (песня 8), бэк-вокал (песня 10)
- Брайан Ди[англ.] — орган Хаммонда (песни 10, 13)
- Калеб Куэй[англ.] — соло-гитара (песни 1, 4, 6, 8), акустическая гитара (песни 1, 3, 5, 6), электрогитара (песня 5)
- Лес Тэтчер — акустическая гитара (песни 2, 10), 12-струнная акустическая гитара (песня 3)
- Гордон Хантли[англ.] — стил-гитара (песня 3)
- Лесли Дункан[англ.] — бэк-вокал (песни 1, 4, 5, 7), акустическая гитара (песня 7)

| - Майк Иган — акустическая гитара (песня 10) - Дэйв Гловер — бас-гитара (песни 1, 4—6) - Херби Флауэрс — бас-гитара (песни 2, 3, 10) - Крис Лоуренс — акустический бас (песни 2, 10) - Ди Мюррей — бэк-вокал (песни 3, 6), бас-гитара (песня 8) - Роджер Поуп — ударные (песни 1, 4—6), перкуссия (песня 1) - Барри Морган — ударные (песни 2, 3, 10) - Найджел Олссон — бэк-вокал (песни 3, 6), ударные (песня 8) - Робин Джонс — конга (песня 10), бубен (песня 10) - Карл Дженкинс — гобой (песня 2) - Скайла Канга — арфа (песня 2) | - Иэн Дак — губная гармоника (песни 3, 4) - Джонни Ван Дерек — скрипка (песня 3) - Пол Бакмастер — оркестровые аранжировки и дирижер - Мэдлин Белл — бэк-вокал (песни 1, 4, 5) - Тони Берроуз — бэк-вокал (песни 1, 5) - Кей Гарнер — бэк-вокал (песни 1, 4, 5) - Тони Хаззард — бэк-вокал (песни 1, 5) - Дасти Спрингфилд — бэк-вокал (песни 1, 5) - Тамми Хант — бэк-вокал (песня 4) - Хизер Уитман — бэк-вокал (песня 4) - Ивонн Уитман — бэк-вокал (песня 4) |

Технический персонал:

| - Гас Даджен — музыкальный продюсер - Робин Джеффри Кейбл — звукорежиссёр - Гас Скинас — звукооператор - Рики Грэм — оцифровка звукового материала | - Грег Пенни — объёмный микс - Дэвид Ларкхэм — художественное руководство, дизайн упаковки, дизайн обложки, художественное оформление конверта, фотография - Барри Вентцелл — фотография - Иэн Дигби-Овенс — фотография - Джон Тоблер — автор текста для буклета |

## Позиции в хит-парадах
| Год  | Хит-парад                           | Высшая позиция | Пребывание в чарте |
| ---- | ----------------------------------- | -------------- | ------------------ |
| 1971 | Австралия (Kent Music Report)       | 4              | нет данных         |
| 1971 | Великобритания (UK Albums Chart)    | 2              | 20 недель          |
| 1971 | Испания (PROMUSICAE)                | 7              | нет данных         |
| 1971 | Канада (RPM Albums Chart)           | 4              | 38 недель          |
| 1971 | Нидерланды (Hilversum 3 LP Top 10)  | 4              | 11 недель          |
| 1971 | США (Billboard Top LPs)             | 5              | 37 недель          |
| 1971 | Финляндия (Suomen virallinen lista) | 14             | 8 недель           |
| 1971 | Япония (Oricon)                     | 30             | нет данных         |

| Хит-парад (1971)                   | Позиция |
| ---------------------------------- | ------- |
| Австралия (Kent Music Report)      | 25      |
| Нидерланды (Buma/Stemra)           | 32      |
| США (Billboard Top Popular Albums) | 24      |

## Сертификации

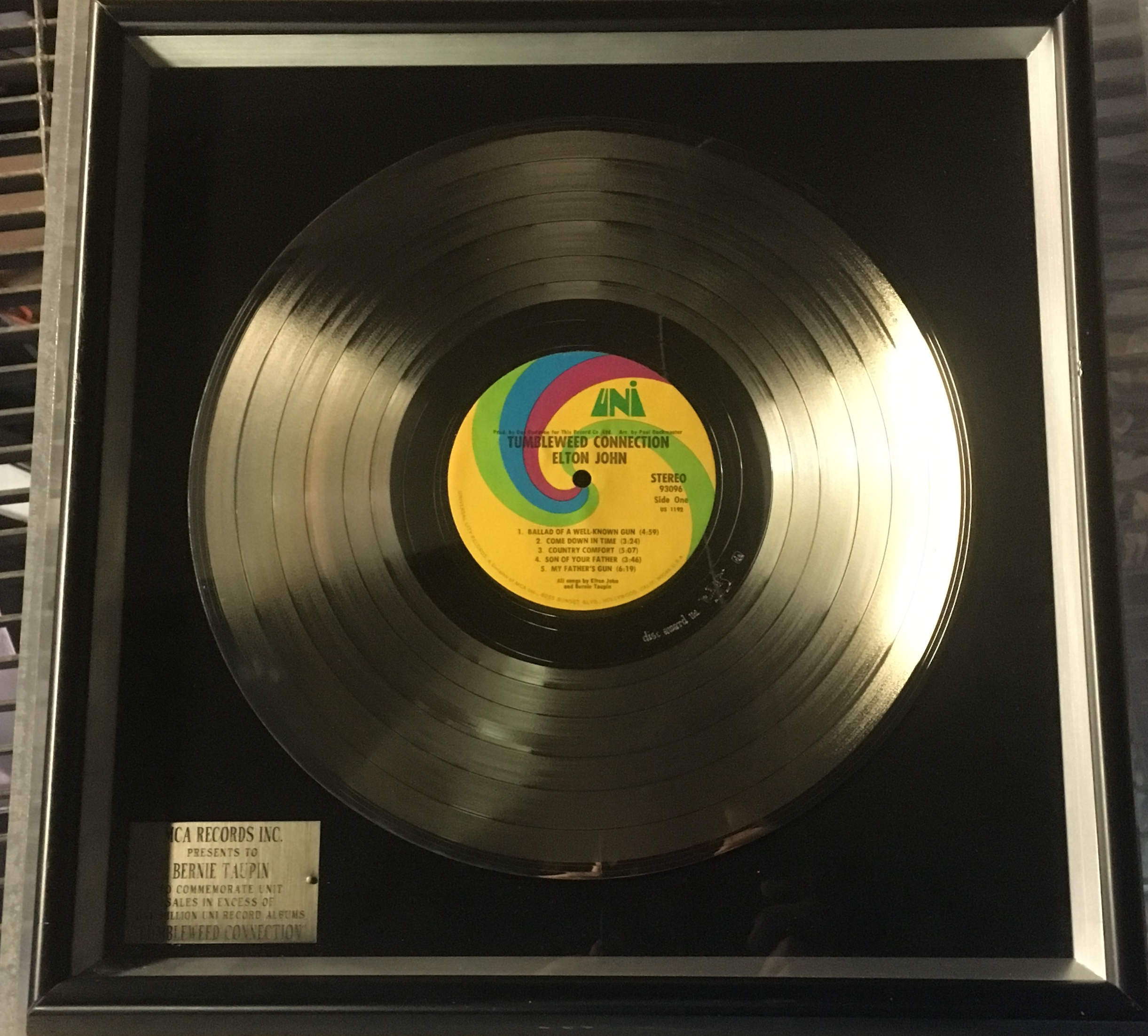
Платиновый диск за данный альбом исполнителя

| Регион | Сертификация | Продажи    |
| --- | ------------ | ---------- |
| Австралия (ARIA) | Золотой      | 20 000^    |
| Великобритания (BPI) · оригинальное издание                                                                                               | Золотой      | 100 000^   |
| Великобритания (BPI) · издание 1993 года                                                                                                  | Серебряный   | 60 000     |
| США (RIAA) | Платиновый   | 1 000 000^ |
| ^ Данные о тиражах приведены только на основе сертификации. · Данные о продажах + прослушиваниях приведены только на основе сертификации. |              |            |